# Basilepta
Basilepta es un género de escarabajos de la familia Chrysomelidae. El género fue descrito científicamente primero por Baly en 1860. La mayoría de las especies se encuentran en Asia, con una sola especie en África central.
Lista de especies:
- Basilepta bacboensis Eroshkina, 1994
- Basilepta bella Eroshkina, 1997
- Basilepta bicollis Tan, 1988
- Basilepta bicolor (Lefevre, 1893)
- Basilepta bicoloripennis (Pic, 1930)
- Basilepta bicoloripes (Pic, 1935)
- Basilepta bidens Tan, 1988
- Basilepta binhanum (Pic, 1930)
- Basilepta borodinense Kimoto, 1979
- Basilepta buonloica Eroshkina, 1994
- Basilepta chapaensis (Pic, 1930)
- Basilepta chiangmaiensis Kimoto & Gressitt, 1982
- Basilepta convexum Tan, 1988
- Basilepta declivis Tan, 1988
- Basilepta degenensis Tan, 1988
- Basilepta dembickyi Medvedev, 2005
- Basilepta dhunchenum Kimoto & Takizawa, 1981
- Basilepta eakaoensis Eroshkina, 1994
- Basilepta elongata Tan, 1988
- Basilepta fabrei (Lefevre, 1887)
- Basilepta flavicaudis Tan, 1988
- Basilepta frontale (Baly, 1867)
- Basilepta fulvescens Eroshkina, 1997
- Basilepta fuscolimbata Tan, 1988
- Basilepta fyanensis Kimoto & Gressitt, 1982
- Basilepta granulosa Tan, 1988
- Basilepta grossa Medvedev, 1995
- Basilepta incerta (Pic, 1928)
- Basilepta jeanvoinei (Pic, 1928)
- Basilepta kandyensis Kimoto, 2003
- Basilepta korhongensis Kimoto & Gressitt, 1982
- Basilepta laeta Eroshkina, 1994
- Basilepta laeta Medvedev, 1992
- Basilepta laevigatum Tan in Tan & Wang, 1981
- Basilepta lameyi (Lefevre, 1893)
- Basilepta latipennis (Pic, 1928)
- Basilepta livida Kimoto & Gressitt, 1982
- Basilepta longipenne (Pic, 1931)
- Basilepta longitarsalis Tan, 1992
- Basilepta maai Kimoto & Gressitt, 1982
- Basilepta magnicolle Tan, 1988
- Basilepta makiharai Kimoto, 2001
- Basilepta marginalis Kimoto & Gressitt, 1982
- Basilepta medvedevi Eroshkina, 1997
- Basilepta mindorensis Medvedev, 1995
- Basilepta minor (Pic, 1929)
- Basilepta minutipunctatum Tan, 1988
- Basilepta minutissima Kimoto & Gressitt, 1982
- Basilepta miyatakei Kimoto & Gressitt, 1982
- Basilepta morimotoi Kimoto & Gressitt, 1982
- Basilepta multimaculata Kimoto & Gressitt, 1982
- Basilepta nala Takizawa, 1984
- Basilepta nattoriae Takizawa, 1983
- Basilepta nigrita Medvedev, 1997
- Basilepta nyalamense Tan in Tan & Wang, 1981
- Basilepta pacholatkoi Medvedev, 2005
- Basilepta pallidicornis Medvedev, 1995
- Basilepta pici Eroshkina, 1994
- Basilepta plicata (Pic, 1929)
- Basilepta pseudobeccarii Eroshkina, 1997
- Basilepta pubiventer Tan, 1988
- Basilepta puncticollis Lefevre, 1889
- Basilepta punctifrons An, 1988
- Basilepta quadrimaculatum (Pic, 1931)
- Basilepta regularis Tan in Tan & Wang, 1981
- Basilepta remota Tan & Wang, 1984
- Basilepta rondoni Kimoto & Gressitt, 1982
- Basilepta rubimaculatum Tan, 1988
- Basilepta rugipennis Tan, 1988
- Basilepta sakaii Takizawa, 1987
- Basilepta scabrosa (Baly, 1864)
- Basilepta schawalleri Medvedev, 1992
- Basilepta semirufum (Pic, 1930)
- Basilepta speciosum (Lefevre, 1893)
- Basilepta spenceri Kimoto & Gressitt, 1982
- Basilepta subcostata Jacoby, 1889
- Basilepta subruficolle Tan, 1993
- Basilepta subtuberosa Tan, 1988
- Basilepta tricarinata Tan, 1988
- Basilepta tricolor (Baly, 1877)
- Basilepta viridicyanea Kimoto & Gressitt, 1982
- Basilepta viridis (Pic, 1935)
- Basilepta weixiensis Tan, 1988